# بخش دیگرفوش
بخش دیگرفوش (به سوئدی: Degerfors kommun) یک ناحیه شهری در سوئد است که در شهرستان اوربرو واقع شده‌است.

## خواهرخوانده
شهرهای Oedheim و Ventspils District خواهرخوانده‌های بخش دیگرفوش هستند.